# Castello di Gioia Sannitica
Das Castello di Gioia Sannitica ist eine Burgruine aus dem 10. oder 11. Jahrhundert in Caselle, einem Ortsteil von Gioia Sannitica in der italienischen Region Kampanien. Die Burg (italienisch Castello) wurde unter den Normannen errichtet, aber heute sind davon nur noch einige Ruinen auf einem abgelegenen Hügel erhalten.

## Geschichte
Im Catalogus Baronum, der unter der Herrschaft der Normannen erstellt wurde, wird die Existenz eines Lehensherrn in Gioia erwähnt, der vermutlich die Burg bauen ließ, die später unter den Staufern und dem Haus Anjou umgebaut wurde. Dabei wurde die Kurtine nach außen verstärkt, ein neues gotisches Zugangstor mit Spitzbögen errichtet und eine Anschrägung aus Mauerwerk geschaffen.
Das Erdbeben von 1394 verursachte zahlreiche Beschädigungen und beschädigte auch den Hauptturm.
Die Entvölkerung der Burg und der kleinen Siedlung darunter geschah vermutlich im 15. Jahrhundert oder bereits gegen Ende des 14. Jahrhunderts, entweder wegen der Schäden durch das Erdbeben oder wegen verschiedener Pestepidemien, die über die Siedlung hereinbrachen und in vielen Fällen zur Entvölkerung von Siedlungen am Volturno führten.

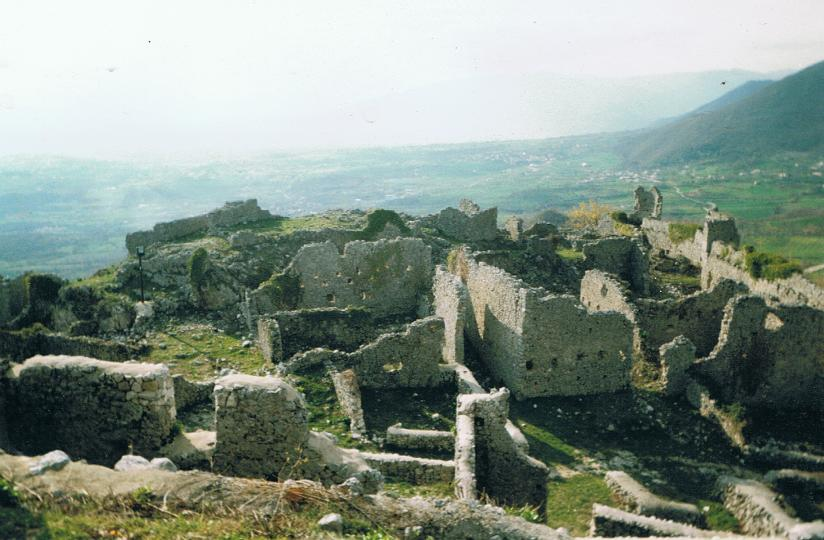
Detail der Ruinen der Siedlung unter der Burg

In den folgenden Jahrhunderten waren die Gebäude nicht mehr bewohnt, wie das Fehlen späterer Baustile und die Fragmente von Keramiken beweisen, die alle nur auf die Zeit bis zum 14. Jahrhundert zu datieren sind.

## Beschreibung
Das archäologische Grabungsgebiet, das man durch ein altes Portal erreicht, teilt sich in die eigentliche Burg, die durch den zylindrischen Hauptturm dominiert wird, und die Siedlung, die sich an den Hängen unter der Burg entwickelt hatte.
Wenn man die Reste der Burg sehen will, muss man durch einen engen Durchgang gehen, der links von den Mauern des Forts begrenzt wird und rechts durch eine steile Klippe und einen tiefen Absturz.
Die verschiedenen Mauern zeigen die Schichtung der verschiedenen Bauabschnitte. Neben dem großen Turm gibt es eine große Freifläche mit einem offenen Kamin; dort lag vermutlich der Salon der Burg.
Das Gelände ist jedes Wochenende zu besuchen.